# Leptogenys quiriguana
Leptogenys quiriguana är en myrart som beskrevs av Wheeler 1923. Leptogenys quiriguana ingår i släktet Leptogenys och familjen myror. Inga underarter finns listade i Catalogue of Life.